# Eez-eh
Singles de Kasabian
Man of Simple Pleasures
(2012) bumblebeee
(2014)
Pistes de 48:13
clouds
(10) bow
(12)
eez-eh est le premier single du cinquième album studio du groupe de rock britannique Kasabian publié le 29 avril 2014. Il prend la 22e place du classement britannique des ventes de singles.

## Classement
| Classement musical                      | Meilleure position |
| --------------------------------------- | ------------------ |
| Belgique (Flandre Ultratop 50 Singles)  | 30                 |
| Belgique (Wallonie Ultratop 50 Singles) | 29                 |
| Écosse (OCC)                            | 11                 |
| Irlande (IRMA)                          | 38                 |
| Japon (Hot 100)                         | 30                 |
| Royaume-Uni (UK Singles Chart)          | 38                 |

## Liste des chansons
Toute la musique est composée par Sergio Pizzorno.
| No | Titre  | Durée |
| -- | ------ | ----- |
| 1. | eez-eh | 3:00  |
| 2. | beanz  | 4:41  |